# Амр Муса
Амр Муса е египетски дипломат и политик, роден на 3 октомври 1936 г. Учи право в Кайро.
Започва кариерата си в Министерството на външните работи на Египет през 1958 г. и е служил като посланик в Индия и ООН. От 1991 г. до май 2001 е външен министър на Египет. Като такъв Муса си създава репутация на голям критик на Израел и американската политика в Близкия изток.
През май 2001 година е избран за генерален секретар на Лигата на арабските държави.